# اپیفون
اپیفون (انگلیسی: Epiphone) شرکت تجهیزات موسیقی آمریکایی است، که در سال ۱۸۷۳ تأسیس شد.